# 鄭復光
鄭復光（1780年—？）字浣香，又字元甫，安徽歙县人。清朝光學家。
鄭復光會一些數學、物理知識以及機械制造。道光二十二年（1842年）著《讳隐与知象》（《弗隐与知录》），把当时人们认为怪异不可解的各种现象，包括日月、星辰、风雨、雷电、霜雪、寒暑、潮汐、鸟兽、虫鱼等自然现象，归纳成二百二十五条，以物性、热学、光学、地理学等原理加以解释。道光二十六年（1846年）寫成《鏡鏡冷癡》5卷，這本書主要講的是中西光學知識，他在該著作中叙述了光学原理与显微镜、照相机、望远镜等光学仪器的原理和制造方法。他在完成此書的基础上，又製造了天文望遠鏡。曾自制一架合乎光学原理的测天望远镜。《镜镜詅痴》列入《连筠簃丛书》，于1847年问世，讲述显微镜、照相机制造。书后附有《火轮船图说》一文，阐述轮船构造和蒸汽机原理，被魏源辑入《海国图志》第八十五卷。后又和冯桂芬、罗士琳等研讨过科技问题。他與丁守存、丁拱辰等人關係好，當時號稱「二丁一鄭」。同治元年（1862年）京师同文馆成立，曾聘其教授算学，因病未就。